# Прокунино (Лесковское сельское поселение)
Проку́нино — упразднённая деревня в Вологодском районе Вологодской области на реке Шолда-2.
В 1791 г. принадлежала частично секунд-майору графу Ивану Петровичу Толстому, унаследована им в 1789 г. от отца, майора графа Петра Ивановича Толстого, похороненного на Новодевичьем кладбище (Москва), а частично — Алябьевым и Келлерам. До 1917 г. входила в приход Богородицко-Подстаницкой церкви Выколупкинского погоста.
Входила в состав Лесковского сельского поселения, с точки зрения административно-территориального деления — в Лесковский сельсовет.
Расстояние по автодороге до районного центра Вологды — 20 км, до центра муниципального образования Лесково — 5 км. Ближайшие населённые пункты — Ермаково, Спирино, Скорбежево, Смольево, Макарово, Кубаево, Новое.
По переписи 2002 года население — 2 человека.
Упразднена 4 сентября 2023 года путём присоединения к посёлку Ермаково.